# Pastor Rouaix
Pastor Rouaix är en ort i Mexiko.   Den ligger i kommunen Gómez Palacio och delstaten Durango, i den centrala delen av landet, 800 km nordväst om huvudstaden Mexico City. Pastor Rouaix ligger 1 114 meter över havet och antalet invånare är 190.
Terrängen runt Pastor Rouaix är mycket platt. Runt Pastor Rouaix är det tätbefolkat, med 411 invånare per kvadratkilometer. Närmaste större samhälle är Gómez Palacio, 19,0 km söder om Pastor Rouaix. Trakten runt Pastor Rouaix består till största delen av jordbruksmark.